# Општина Тулучешти (Галац)
Тулучешти (рум. Tuluceşti) општина је у Румунији у округу Галац.
Oпштина се налази на надморској висини од 29 m.